# Juan José Torres Landa
Juan José Torres Landa (Cuerámaro, Guanajuato, 16 de abril de 1911–San José Iturbide, Guanajuato; 16 de junio de 1980) fue un abogado, embajador y político mexicano, miembro del Partido Revolucionario Institucional que se desempeñó como gobernador de Guanajuato de 1961 a 1967.

## Estudios
Realizó sus estudios de secundaria y bachillerato de Humanidades y Derecho en la Escuela Preparatoria de León, en donde llegó a ser presidente de la Sociedad de Alumnos (SODAL) y en 1944 se convertiría en maestro y director de la institución.
En la década de los cincuenta se dedicó al negocio de bienes raíces y participó en la construcción de los fraccionamientos de Jardines del Moral y Jardines de Jerez, ambos en León.

## Gobernatura
Desde su campaña, Juan José Torres Landa lanzó el Plan Guanajuato, en el que detonó el desarrollo de los 46 municipios del estado con infraestructura, y en el cual permitió el desarrollo de las primeras autopistas, presas y obras hidráulicas y logró la instalación de las primeras industrias en el corredor Irapuato-Salamanca-Celaya.
Aunque el progreso material que trajo su régimen fue muy importante, generó una abultada deuda de cuatro veces el presupuesto anual para el gobierno que no terminó de ser paga hasta 1991.
Posterior a su administración como Gobernador fue nombrado Embajador de México en Brasil.
Dos de sus hijos, Juan Gabriel Torres Landa y Juan Ignacio Torres Landa han sido candidatos a la gubernatura sin haber podido obtener el triunfo.